# 敦刻爾克 (馬里蘭州)
敦刻爾克（英語：Dunkirk）是位於美國馬里蘭州卡爾弗特縣的一個普查規定居民點。

## 人口
根據2020年美國人口普查的數據，敦刻爾克的面積為19.00平方千米，當中陸地面積為17.96平方千米，而水域面積為1.04平方千米。當地共有人口2431人，而人口密度為每平方千米127.95人。